# Change (escalade)
Pour les articles homonymes, voir Change.
Change est une voie d'escalade située dans la commune de Flatanger en Norvège. Elle a été équipée et ouverte par le grimpeur tchèque Adam Ondra qui évalue sa cotation à 9b+/5.15c ce qui en fait la première voie de cette difficulté au monde.

## Description
La voie est située dans l'énorme cavité granitique de Hanshelleren dans les montagnes proches de la ville de Flatanger en Norvège. Elle fait une longueur totale de 45 mètres dans un dévers assez prononcé. Elle consiste en deux parties ; une première de 20 mètres de long, et d'une cotation de 9a+/b, qui mène à une mauvaise position de repos avec un coincement de genou, puis une seconde partie de 25 mètres d'une difficulté de 9a à enchaîner.

## Cotation
Sa cotation « extrême » (au niveau maximal, à l'époque), lors de son équipement et de sa réalisation, a été controversée[réf. nécessaire] par certains commentateurs[Qui ?].
Cependant, au moment de sa réussite, Adam Ondra avait déjà grimpé plusieurs dizaines de voies en 9a, plusieurs 9a+ et cinq 9b. Cela a participé à minimiser le doute, d'autant plus que la cotation a ensuite été confirmée après la première répétition de l'ascension par Stefano Ghisolfi en 2020.
Néanmoins, en 2022, Seb Bouin réalise une répétition express et propose la cotation de 9b/+ , la considérant moins difficile que la voie Move, dans la même grotte.